# Edo Kondologit
Edo Kondologit, właśc. Ehud Edward Kondologit (ur. 5 sierpnia 1967 w Sorong) – indonezyjski piosenkarz, aktor i polityk.
Jego dorobek muzyczny obejmuje utwory jazzowe i chrześcijańskie utwory religijne. W swojej twórczości porusza m.in. tematykę pokoju i jedności narodowej. W dalszym okresie aktywności poświęcił się aktorstwu.

## Życiorys
Pochodzi z Papui Zachodniej. Urodził się w 1967 roku w Sorong. Wygrał konkurs wokalny Asia Bagus na antenie TVRI.
W swoim dorobku fonograficznym ma albumy Yang Menangis (1998) i Pagi Pertama (2004). Zagrał w filmach Red Cobex i Salah Bodi oraz w serialach telewizyjnych Madun i Keluarga Minus.
Był żonaty z Niar Septią Cahyaną.

## Filmografia
- 2010: Red CobeX
- 2011: Keluarga Minus
- 2014: Seputih Cinta Melati
- 2014: Salah Bodi
- 2015: Madun
- 2016: Pacarku Anak Koruptor

## Dyskografia
Źródło:
Albumy studyjne
- 1998: Yang Menangis
- 2004: Pagi Pertama